# Naturliga tal

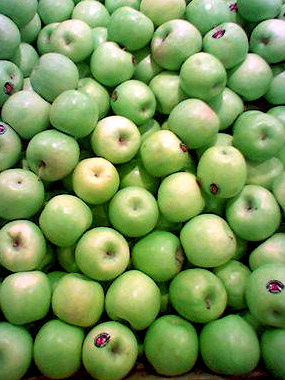
Naturliga tal används för att räkna föremål, till exempel äpplen, så länge de är hela.

De naturliga talen är de heltal som är icke-negativa {0, 1, 2, 3, 4, …}, alternativt de heltal som är positiva {1, 2, 3, 4, …}. Den första definitionen är vanlig i Sverige och allmänt i matematisk logik, mängdlära och beräkningsvetenskap, medan den senare kan hittas i bland annat amerikansk litteratur och bland talteoretiker. Mängden av de naturliga talen betecknas ℕ (ett vanligt N i fetstil kan även användas). ℕ är diskret, uppräkneligt oändlig och har kardinalitet Alef-noll (ℵ₀).
Enligt den definition som görs i Matematikterminologi i skolan, utgiven av Statens skolverk i Sverige, ingår talet 0 bland de naturliga talen. Konventionen att räkna 0 bland de naturliga talen förekom inte alls före 1800-talet och tillämpas inte av alla matematiker. Den infördes i samband med att de naturliga talen gavs en mängdteoretisk definition, enligt vilken de naturliga talen precis motsvarar kardinaltalen för ändliga mängder och 0 måste användas som kardinaltal för den tomma mängden.
En fördel med att inkludera 0 är att de naturliga talen då utgör en monoid under både addition och multiplikation. En nackdel är att man inom talteori måste göra undantag för 0 i samband med primtalsfaktorisering, då 0 inte kan primtalsfaktoriseras (1 kan faktoriseras som den tomma produkten).
För att undvika förvirring kan ℤ+ användas för att beteckna de positiva heltalen, och ℕ0 för de icke-negativa.

## Formell definition
De naturliga talen kan konstrueras med Peanos axiom, det är även möjligt att konstruera dem utifrån mängdlära:
Låt 0 = ∅ = {}, den tomma mängden.
Definiera, för varje mängd a, funktionen S(a) = a ∪ {a} som ger efterföljaren till a. Symbolen ∪ representerar union.
Om oändlighetsaxiomet gäller så existerar de naturliga talen och är snittet av alla mängder X som innehåller 0 och är slutna för S, dvs:
{\displaystyle a\in X\Rightarrow S(a)\in X.}
Denna mängd uppfyller Peanos axiom.
Ett naturligt tal kommer då vara mängden av alla tal som är mindre än det givna talet:
- {\displaystyle 0=\{\}\,}
- {\displaystyle 1=\{0\}=\{\{\}\}\,}
- {\displaystyle 2=\{0,1\}=\{\{\},\{\{\}\}\}\,}
- {\displaystyle n=\{0,1,2,...,n-1\}=\{0,1,2,..,n-2\}\cup \{n-1\}=(n-1)\cup \{n-1\}}

då mängden n kommer att ha n element och n är mindre än eller lika med m om och endast om n är en delmängd till m.